# Fermentacija (etanol)
Fermentacija etanola, ili alkoholna fermentacija, alkoholno vrenje, je biohemijski proces u kome se konvertuju šećeri kao što su glukoza, fruktoza, i saharoza u ćelijsku energiju, pri čemu se formira etanol i ugljen-dioksid kao nusproizvodi. Pošto kvasci izvode ovu konverziju u odsustvu kiseonika, alkoholna fermentacija se smatra anaerobnim procesom. Ona se isto tako odvija u nekim vrstama ribe (uključujući zlatnog karaša i šarana), kod kojih (zajedno sa fermentacijom mlečne kiseline) ona pruža energiju pri oskudici kiseonika.
Fermentacija etanola ima mnoštvo primena, uključujući produkciju alkoholnih pića, bioetanola, i pripremu hleba.

## Biohemijski proces fermentacije saharoze
Sledeće hemijske jednačine sumiraju fermentaciju saharoze () u etanol (). Alkoholnom fermentacijom se konvertuje jedan mol glukoze u dva mola etanola i dva mola ugljen-dioksida, i pri tome se formiraju dva mola {\displaystyle {\ce {ATP}}}.
Sveukupna hemijska formula alkoholne fermentacije je:
{\displaystyle {\ce {C6H12O6 -> 2 C2H5OH + 2 CO2}}}
Saharoza je dimer molekula glukoze i fruktoze. U prvom koraku alkoholne fermentacije, enzim invertaza preseca glikozidnu vezu između molekula glukoze i fruktoze.
{\displaystyle {\ce {C12H22O11 + H2O + invertaza -> 2 C6H12O6}}}
Nakon toga svaki glukozni molekul se razlaže u dva molekula piruvata u procesu poznatom kao glikoliza. Glikoliza se sumira jednačinom:
{\displaystyle {\ce {C6H12O6 + 2 ADP + 2 P_i + 2 NAD+ -> 2 CH3COCOO^- + 2 ATP + 2 NADH + 2 H2O + 2 H+}}}
{\displaystyle {\ce {CH3COCOO^-}}} je piruvat, a {\displaystyle {\ce {Pi}}} je neorganski fosfat. Na kraju se piruvat konvertuje u etanol i {\displaystyle {\ce {CO2}}} u dva stupnja, pri čemu se regeneriše oksidovani {\displaystyle {\ce {NAD+}}} koji je neophodan za glikolizu:
1. {\displaystyle {\ce {CH3COCOO^- + H+ -> CH3CHO + CO2}}}
je katalizovano pyruvatnom dekarboksilazom
2. {\displaystyle {\ce {CH3CHO + NADH + H+ -> C2H5OH + NAD+}}}
Ova reakcija je katalizovana alkoholnom dehidrogenazom (ADH1 u pekarskom kvascu).
Kao što je prikazano jednačinom reakcije, glikoliza uzrokuje redukciju dva molekula {\displaystyle {\ce {NAD+}}} do {\displaystyle {\ce {NADH}}}. Dva molekula {\displaystyle {\ce {ADP}}} se isto tako konvertuju do dva molekula {\displaystyle {\ce {ATP}}} i dva molekula vode putem fosforilacije supstratnog nivoa.